# گلیز ۳۷۶‌بی
گلیز ۳۷۶بی (به انگلیسی: Gliese 367 b) با نام رسمی Tahay, یک سیاره فراخورشیدی است که به دور ستاره کوتوله سرخ Gliese 367 (GJ 367) در فاصله ۳۱ سال نوری (۹٫۵ پارسک) از زمین در صورت فلکی Vela می‌چرخد. این سیاره فراخورشیدی فقط ۷٫۷ ساعت طول می‌کشد تا به دور ستاره خود بچرخد که یکی از کوتاه‌ترین مدارهای سیاره‌ای است.
این سیاره فراخورشیدی به دلیل مدار نزدیکش، ۵۰۰ برابر بیشتر از آنچه زمین از خورشید دریافت می‌کند، با تابش بمباران می‌شود. دمای روز در گلیز ۳۷۶بی حدود ۱۵۰۰ درجه سانتی گراد (۱۷۷۰ کلوین؛ ۲۷۳۰ درجه فارنهایت) است.
به دلیل مدار نزدیک آن، به احتمال زیاد از نظر جزر و مدی قفل شده‌است. اتمسفر گلیز ۳۷۶بی، به دلیل دمای شدید، همراه با نشانه‌های حیات از بین می‌رفت. هسته گلیز ۳۷۶بی احتمالاً از آهن و نیکل تشکیل شده‌است که باعث می‌شود هسته آن شبیه به هسته عطارد باشد.